# 아라사
아라사(포르투갈어: araçá, 스페인어: arazá, 학명: Eugenia stipitata 에우게니아 스티피타타[*])는 도금양과의 과일 나무이다.

## 주요 생산 지역
남아메리카가 원산지이다. 브라질, 에콰도르, 콜롬비아, 페루의 아마존 우림에 분포한다.

## 사진 갤러리

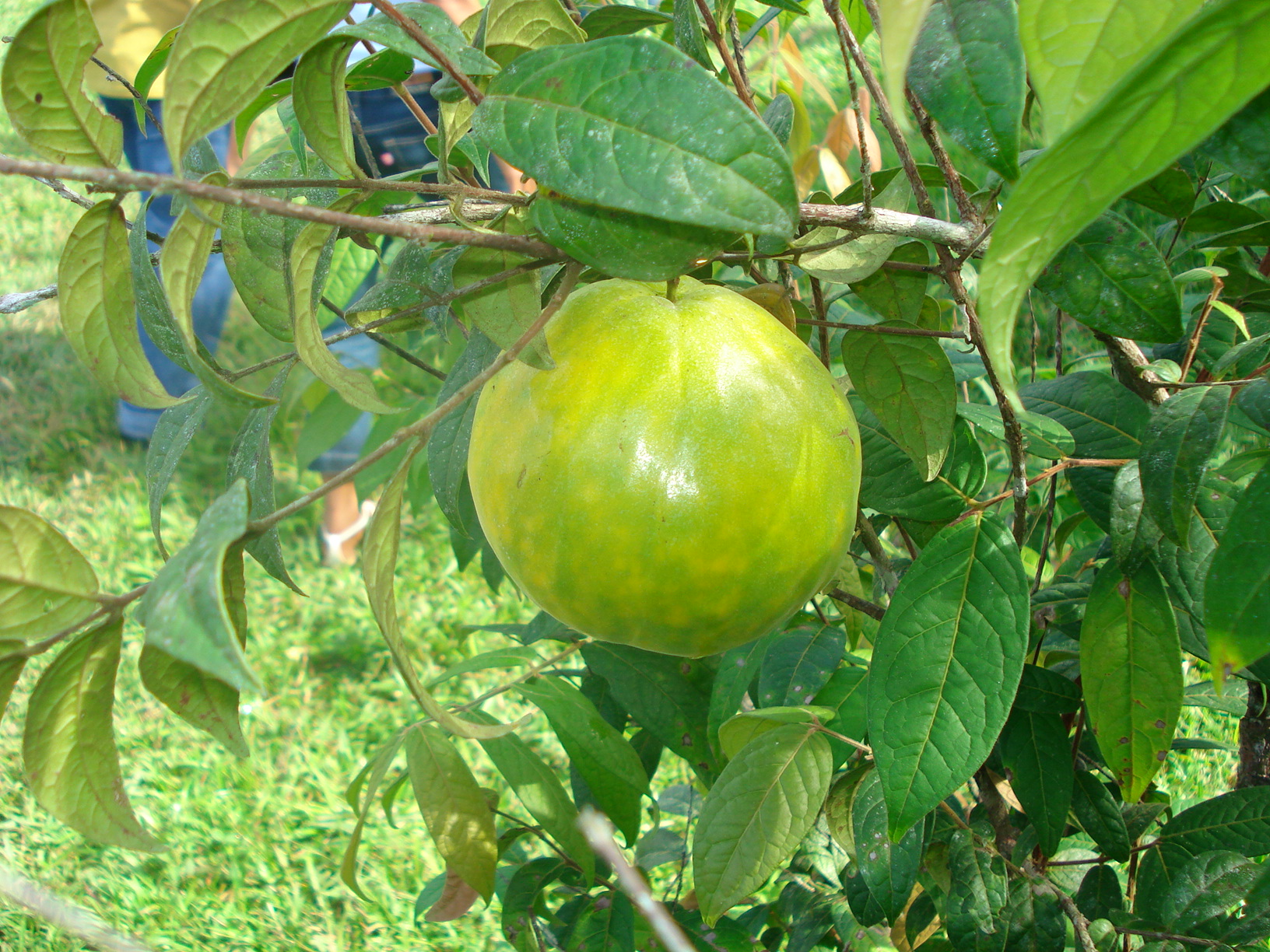
아라사 (열매)
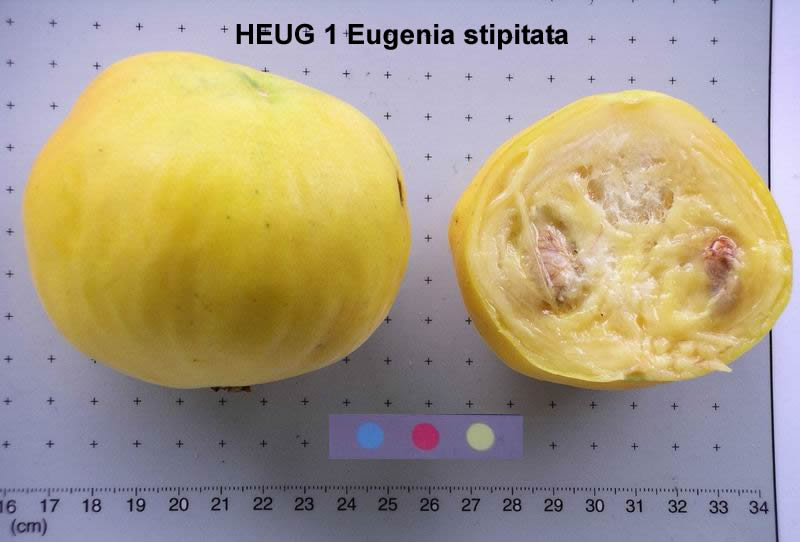
아라사 (열매) 단면